# Aritz Elustondo
Aritz Elustondo Irribarria (* 28. März 1994 in Beasain) ist ein spanischer Fußballspieler, der zurzeit beim spanischen Erstligisten Real Sociedad unter Vertrag steht.

## Karriere

### Verein
Elustondo stammt aus der Jugend des baskischen Vereins Real Sociedad. Nachdem er 2012 die fußballerische Ausbildung in der Jugendakademie Sociedads abgeschlossen hatte, wurde er an den Viertligisten SD Beasain, einen Verein aus seiner Heimatstadt, ausgeliehen. Dort bestritt er seine ersten Spiele im spanischen Herrenfußball. Nach einer Saison kehrte er zu seinem Stammverein zurück, wo er in der Reservemannschaft zu Einsätzen kam. Am 31. Januar 2014 unterschrieb Elustondo einen neuen 2½-Jahresvertrag bei den Txuri-urdin.
Nach guten Leistungen im B-Team, bestritt er am 14. Januar 2015 sein Debüt für die erste Mannschaft Sociedads. Beim 2:2-Unentschieden im Pokalspiel gegen den FC Villarreal stand er von Beginn an auf dem Platz. Drei Tage später debütierte er im Spiel gegen Rayo Vallecano auch in der Primera División. Sein erstes Tor erzielte er am 31. Januar bei der 1:4-Auswärtspleite bei Real Madrid. In seiner ersten Saison 2014/15 kam er insgesamt auf vier Einsätze. Die darauffolgende Spielzeit 2015/16 war Elustondo bereits in der Mannschaft von Eusebio Sacristán gesetzt und kam auf 35 Einsätze.
Am 3. Februar 2018 unterschrieb Elustondo einen neuen Vertrag bei Real Sociedad, welcher ihn bis Juli 2022 an den Verein bindet. Im August 2020 verlängerte er seinen Vertrag bis Sommer 2024.

### Nationalmannschaft
Am 28. März 2016 bestritt Elustondo beim 1:0-Testspielsieg gegen Norwegen seinen ersten und einzigen Einsatz für die spanische U21-Nationalmannschaft.